# Древесные растения
Древе́сные расте́ния, Деревяни́стые расте́ния — многолетние вечнозелёные и листопадные растения, ствол и ветви которых образуют древесину. Высота древесных растений варьируется от 6 м до 35 м и выше. Являются главным элементом леса, формирующим его ландшафт и служащим основным фактором лесного биогеоценоза. Раздел ботаники, изучающий древесные растения, называется дендрология.

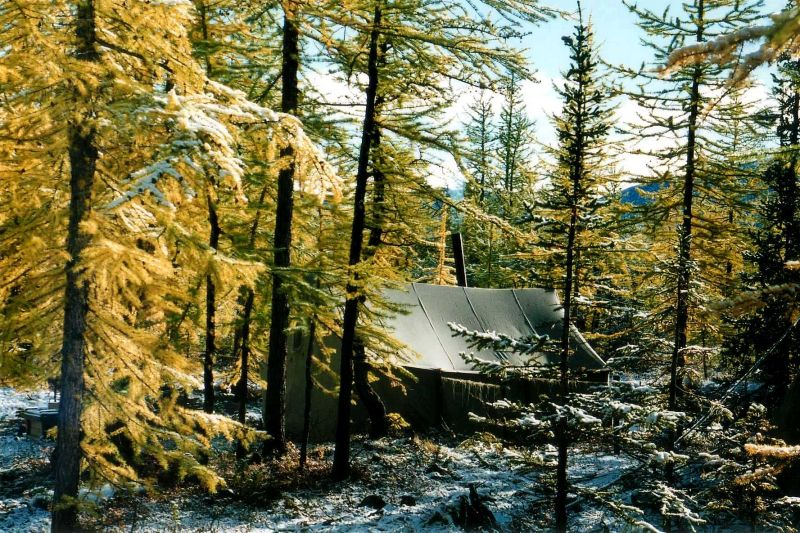
Лиственница сибирская (Larix sibirica)

Согласно классификации датского ботаника Христена Раункиера древесные растения имеют многолетние надземные побеги с почками возобновления, располагающимися высоко в кроне. В своей классификации Раункиер относит их к группе фанерофитов.
В классификации И. Г. Серебрякова подразделяются на три типа: деревья, кустарники и кустарнички.
Для голосеменных и двудольных древесных растений характерно мощное вторичное утолщение и развитие перидермы.

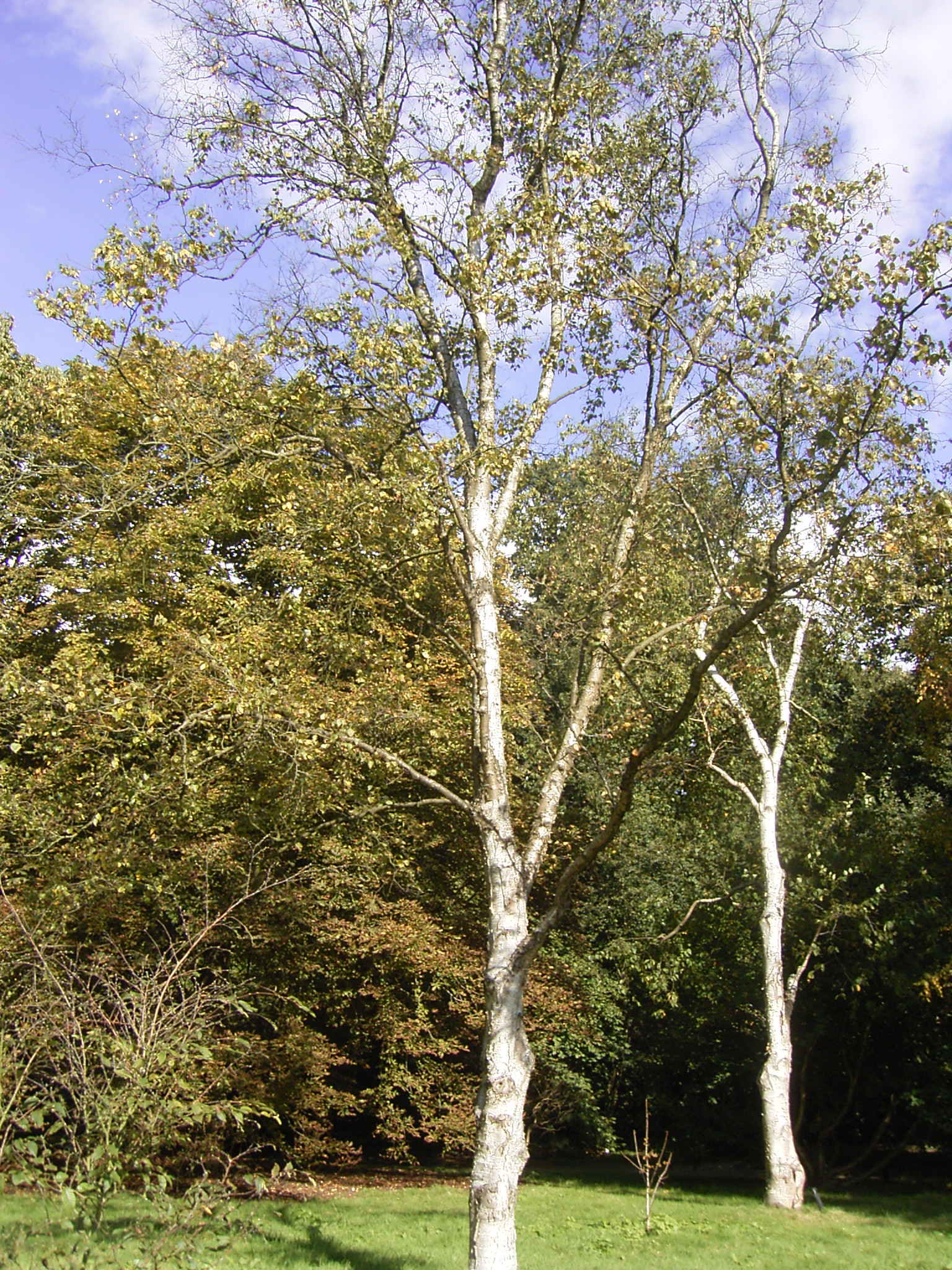
Берёза плосколистная (Betula platyphylla)

Древесные растения, в зависимости от условий внешней среды, приобретают различные жизненные формы: деревья, кустарники, лианы, стланцы (например, кедровый стланик). В отличие от травянистых растений, у древесных надземные вегетативные органы в неблагоприятных условиях не отмирают полностью, а при наступлении благоприятного периода возобновляют свой рост с образованием новых листьев, цветков и плодов. Благодаря этому такие растения способны разрастаться, образуя крупные стволы и мощные ветви, могут расти множество лет и достигать огромных размеров.
В толще древесины древесных растений формируется периодическая слоистая структура годичных колец. Древесные растения большей частью представлены семенными растениями, но также и среди папоротников встречаются древовидные.
В лесных насаждениях, в том числе искусственных, обычно выделяют древесные растения главной породы (крупные деревья), сопутствующей породы и кустарники.
| |  |  |  |  |
| Различные формы древесных растений. Слева направо: гинкго, ель, тополь (деревья), актинидия (лиана), кедровый стланик (кустарник). |  |  |  |  |